# Liste der Kulturdenkmale in Werben (Elbe)
In der Liste der Kulturdenkmale in Werben (Elbe)  sind alle  Kulturdenkmale der Gemeinde Werben (Elbe) und ihrer Ortsteile aufgelistet. Grundlage ist das Denkmalverzeichnis des Landes Sachsen-Anhalt, das auf Basis des Denkmalschutzgesetzes des Landes Sachsen-Anhalt vom 21. Oktober 1991 durch das Landesamt für Denkmalpflege und Archäologie Sachsen-Anhalt erstellt und seither laufend ergänzt wurde (Stand: 31. Dezember 2024).

## Kulturdenkmale nach Ortsteilen

### HansestadtWerben (Elbe)
| Lage | Bezeichnung                                | Beschreibung | Erfassungs- nummer     | Ausweisungsart               | Bild |
| --- | ------------------------------------------ | --- | ---------------------- | ---------------------------- | --- |
| Fabianstraße 1, 2, 3, 4, 5, 6, 7, 8, 9, 10, 11, 12, 13, 14, 15, 16, 17, 18, 19, 20, 21, 22, 23, 24, 25, 26, 27, 28, Fischerstraße 2, 3, 5, 6, 7, 8, 12, 13, 14, 15, 16, 17, 18, 19, 20, 21, 23, 24, 25, 26, Hinterstraße 1, 2, 3, 4, 6, 7, 8, 9, 10, 12, 13, 14, 15, 16, 17, Kirchplatz 1, 3, 4, 5, Kirchstraße 1, 2, 3, 4, 5, 6, 7, 8, 9, 10, 11, 13, 14, 15, 16, 17, 18, 19, 20, 21, 22, 23, 24, Lange Straße 1, 2, 3, 4, 5, 6, 7, 8, 11, 12, 13, 14, 15, 16, 17, 18, 19, 20, 21, 22, 23, 25, 26, 27, 28, 29, 30, 31, 32, 33, 35, 36, 37, 39, 40, 41, 42, 43, 44, 45, 46, 47, 48, 49, 50, 51, 52, 53, 54, 55, 56, 57, 58, 59, Marktplatz 1, 2, 3, 4, 5, 6, 7, 8, 9, 10, 11, 12, 13, 14, 15, 16, 17, 18, 19, Marktstraße 1, 2, 3, 4, 5, 6, 7, 8, 9, 10, 11, Nordwall u. Südwall 10, 11, 12, 14, Räbelsche Straße 1, 2, 3, 4, 5, 6, 7, 8, Schadewachten 1, 2, 3, 4, 5, 6, 7, 8, 10, 17, 21, 22, 23, 24, 25, 26, 27, 28, 29, 30, 31, 32, 33, 34, 35, Seehäuser Straße 2, 3, 4, 5, 6, 7, 8, 9, 10, 11, 12, 13, 14, 15, 16, 17, 18, 19, 20, 21 (Karte) | Altstadt                                   | | 094 97589              | Denkmalbereich               | [[Vorlage:Bilderwunsch/code!/C:52.860427,11.981683!/D:Fabianstraße 1, 2, 3, 4, 5, 6, 7, 8, 9, 10, 11, 12, 13, 14, 15, 16, 17, 18, 19, 20, 21, 22, 23, 24, 25, 26, 27, 28, Fischerstraße 2, 3, 5, 6, 7, 8, 12, 13, 14, 15, 16, 17, 18, 19, 20, 21, 23, 24, 25, 26, Hinterstraße 1, 2, 3, 4, 6, 7, 8, 9, 10, 12, 13, 14, 15, 16, 17, Kirchplatz 1, 3, 4, 5, Kirchstraße 1, 2, 3, 4, 5, 6, 7, 8, 9, 10, 11, 13, 14, 15, 16, 17, 18, 19, 20, 21, 22, 23, 24, Lange Straße 1, 2, 3, 4, 5, 6, 7, 8, 11, 12, 13, 14, 15, 16, 17, 18, 19, 20, 21, 22, 23, 25, 26, 27, 28, 29, 30, 31, 32, 33, 35, 36, 37, 39, 40, 41, 42, 43, 44, 45, 46, 47, 48, 49, 50, 51, 52, 53, 54, 55, 56, 57, 58, 59, Marktplatz 1, 2, 3, 4, 5, 6, 7, 8, 9, 10, 11, 12, 13, 14, 15, 16, 17, 18, 19, Marktstraße 1, 2, 3, 4, 5, 6, 7, 8, 9, 10, 11, Nordwall u. Südwall 10, 11, 12, 14, Räbelsche Straße 1, 2, 3, 4, 5, 6, 7, 8, Schadewachten 1, 2, 3, 4, 5, 6, 7, 8, 10, 17, 21, 22, 23, 24, 25, 26, 27, 28, 29, 30, 31, 32, 33, 34, 35, Seehäuser Straße 2, 3, 4, 5, 6, 7, 8, 9, 10, 11, 12, 13, 14, 15, 16, 17, 18, 19, 20, 21,!/\|BW]] |
| Fabianstraße 6 (Karte) | Wohnhaus                                   | | 094 97551              | Baudenkmal                   | Wohnhaus |
| Fabianstraße 8 (Karte) | Wohnhaus                                   | | 094 97555              | Baudenkmal                   | Wohnhaus |
| Fabianstraße 10 Ecklage (Karte) | Wohnhaus                                   | | 094 97549              | Baudenkmal                   | Wohnhaus |
| Fabianstraße 13 (Karte) | Wohnhaus                                   | | 094 97546              | Baudenkmal                   | Wohnhaus |
| Fabianstraße 14 (Karte) | Wohnhaus                                   | | 094 97547              | Baudenkmal                   | Wohnhaus |
| Fabianstraße 16 (Karte) | Wohn- und Geschäftshaus                    | | 094 97613              | Baudenkmal                   | Wohn- und Geschäftshaus |
| Fabianstraße 17 Ecklage (Karte) | Wohnhaus                                   | | 094 97574              | Baudenkmal                   | Wohnhaus |
| Fabianstraße 22, Kirchplatz 1, Schadewachten 9, Südwall 1, 2, 3 (Karte) | Stadtmauer Werben                          | Rest der mittelalterlichen Stadtmauer, 2017 als Denkmal ausgewiesen | 107 35031              | Baudenkmal                   | Stadtmauer Werben |
| Fabianstraße 26 (Karte) | Wohnhaus                                   | | 094 97550              | Baudenkmal                   | Wohnhaus |
| Hinterstraße (Karte) | Kapelle                                    | Heilig-Geist-Kapelle, Salzkirche, gotischer Backsteinbau von 1313, an die Stadtmauer angelehnt. Zweijochig, mit dreiseitigem Schluss. Innen Kreuzgewölbe über konsolengetragenen Birnstabrippen. 1539 erster protestantischer Gottesdienst, später profaniert und als Lager verwendet. | 094 97584              | Baudenkmal                   | Kapelle |
| Hinterstraße 11 gegenüber Salzkirche (Karte) | Wohnhaus                                   | | 094 97576              | Baudenkmal                   | Wohnhaus |
| Kirchplatz (Karte) | Kirche                                     | Johanniskirche | 094 97580              | Baudenkmal                   | Weitere Bilder |
| Kirchplatz 2 gegenüber Nordportal der Kirche (Karte) | Schule                                     | | 094 97548              | Baudenkmal                   | Schule |
| Kirchplatz 5 (Karte) | Pfarrhof                                   | | 094 97583              | Baudenkmal                   | Pfarrhof |
| Kirchplatz, Südwall (Karte) | Domäne                                     | Domäne Die ehemalige Komturei des Johanniterordens liegt auf der Südseite des Kirchplatzes. Ein Bestandteil ist das Romanische Haus (Lambertikapelle). | 094 97579              | Baudenkmal                   | Weitere Bilder |
| Kirchplatz 6, Domäne (Karte) | Kapelle                                    | Kapelle | 094 97579 000000000001 | Teilobjekt eines Baudenkmals | Kapelle |
| Kirchstraße 9 (Karte) | Wohnhaus                                   | Wohnhaus | 094 97577              | Baudenkmal                   | Wohnhaus |
| Kirchstraße 14 Ecklage (Karte) | Wohnhaus                                   | | 094 97560              | Baudenkmal                   | Wohnhaus |
| Lange Straße (Karte) | Stadttor                                   | Elbtor | 094 97581              | Baudenkmal                   | Weitere Bilder |
| Lange Straße 3 (Karte) | Wohnhaus                                   | | 094 97552              | Baudenkmal                   | Wohnhaus |
| Lange Straße 48 (Karte) | Wohnhaus                                   | | 094 97553              | Baudenkmal                   | Wohnhaus |
| Marktplatz vor dem Rathaus (Karte) | Denkmal                                    | Gustav-Adolf-Denkmal | 094 97572              | Baudenkmal                   | Denkmal |
| Marktplatz 1 (Karte) | Rathaus                                    | | 094 97582              | Baudenkmal                   | Rathaus |
| Marktplatz 11 (Karte) | Wohn- und Geschäftshaus                    | | 094 97561              | Baudenkmal                   | Wohn- und Geschäftshaus |
| Marktplatz 13 (Karte) | Wohnhaus                                   | | 094 97564              | Baudenkmal                   | Wohnhaus |
| Marktplatz 14 (Karte) | Wohnhaus                                   | | 094 97563              | Baudenkmal                   | Wohnhaus |
| Marktplatz 17 Ecklage (Karte) | Wohnhaus                                   | | 094 97578              | Baudenkmal                   | Wohnhaus |
| Marktstraße 1 (Karte) | Wohnhaus                                   | | 094 97612              | Baudenkmal                   | Wohnhaus |
| Schadewachten 4 (Karte) | Wohnhaus                                   | | 094 97575              | Baudenkmal                   | Wohnhaus |
| Seehäuser Straße 2 (Karte) | Speicher                                   | Kommandantenhaus | 094 97586              | Baudenkmal                   | Speicher |
| Seehäuser Straße 9 (Karte) | Wohn- und Geschäftshaus Seehäuser Straße 9 | zweigeschossiges Fachwerkhaus, 2017 als Denkmal ausgewiesen | 107 3503               | Baudenkmal                   | Wohn- und Geschäftshaus Seehäuser Straße 9 |
| Seehäuser Straße 10 Ecklage (Karte) | Hotel                                      | | 094 97559              | Baudenkmal                   | Hotel |
| Seehäuser Straße 17 (Karte) | Wohnhaus                                   | | 094 97558              | Baudenkmal                   | Wohnhaus |
| Seehäuser Straße 19 (Karte) | Wohnhaus                                   | | 094 97556              | Baudenkmal                   | Wohnhaus |
| Seehäuser Straße 20 (Karte) | Wohnhaus                                   | | 094 97557              | Baudenkmal                   | Wohnhaus |
| Vor dem Seehäuser Tor (Karte) | Mühle                                      | | 094 18243              | Baudenkmal                   | Mühle |
| Vor dem Seehäuser Tor (Karte) | Mühle                                      | Windmühle | 094 97585              | Baudenkmal                   | Weitere Bilder |
| Vor dem Seehäuser Tor 37 (Karte) | Schule                                     | Heinz-Steyer-Schule | 094 97554              | Baudenkmal                   | Schule |
| Vor dem Seehäuser Tor 38 (Karte) | Wohnhaus                                   | | 094 97562              | Baudenkmal                   | Wohnhaus |

### Behrendorf
| Lage                                    | Bezeichnung  | Beschreibung | Erfassungs- nummer | Ausweisungsart | Bild         |
| --------------------------------------- | ------------ | ------------ | ------------------ | -------------- | ------------ |
| Gemeindeweg 2 (Karte)                   | Bauernhaus   |              | 094 36558          | Baudenkmal     | BW           |
| Werbener Straße / Berger Straße (Karte) | Distanzstein |              | 094 36559          | Kleindenkmal   | Distanzstein |

### Berge
| Lage                            | Bezeichnung  | Beschreibung | Erfassungs- nummer | Ausweisungsart | Bild   |
| ------------------------------- | ------------ | ------------ | ------------------ | -------------- | ------ |
| Deichstraße (Karte)             | Kirche       | St. Nikolaus | 094 36364          | Baudenkmal     | Kirche |
| Deichstraße (Karte)             | Steinkreuz   |              |                    | Kleindenkmal   | BW     |
| Deichstraße (Karte)             | Steinkreuz   |              |                    | Kleindenkmal   | BW     |
| Deichstraße neben Nr. 1 (Karte) | Distanzstein |              | 094 36560          | Kleindenkmal   | BW     |
| Deichstraße 23 (Karte)          | Stall        |              | 094 36365          | Baudenkmal     | BW     |
| Deichstraße 29                  | Gaststätte   | Dorfkrug     | 094 36366          | Baudenkmal     |        |

### Giesenslage
| Lage                 | Bezeichnung | Beschreibung        | Erfassungs- nummer | Ausweisungsart | Bild   |
| -------------------- | ----------- | ------------------- | ------------------ | -------------- | ------ |
| Dorfstraße (Karte)   | Kirche      | Evangelische Kirche | 094 36367          | Baudenkmal     | Kirche |
| Dorfstraße 4 (Karte) | Bauernhaus  |                     | 094 36561          | Baudenkmal     | BW     |

### Kolonie Neu-Werben
| Lage                                                | Bezeichnung                   | Beschreibung                              | Erfassungs- nummer | Ausweisungsart | Bild           |
| --------------------------------------------------- | ----------------------------- | ----------------------------------------- | ------------------ | -------------- | -------------- |
| Havel, zwischen Stromkilometern 155 und 166 (Karte) | Wehrgruppe Quizöbel-Gnevsdorf | Wehr Wehrgruppe Quitzöbel-Gnevsdorf       | 094 36544          | Baudenkmal     | Weitere Bilder |
| Havelort Mitteldeich Elb-km 429 (Karte)             | Orderstation                  | Orderstation 2024 als Denkmal ausgewiesen | 094 22063          | Baudenkmal     | Weitere Bilder |

### Räbel
| Lage                                                                       | Bezeichnung | Beschreibung | Erfassungs- nummer | Ausweisungsart | Bild           |
| -------------------------------------------------------------------------- | ----------- | ------------ | ------------------ | -------------- | -------------- |
| Dorfstraße (Karte)                                                         | Kirche      |              | 094 36475          | Baudenkmal     | Weitere Bilder |
| Dorfstraße 3 außerhalb der Ortslage westl. der Straße Werben-Räbel (Karte) | Bauernhof   |              | 094 97537          | Baudenkmal     | BW             |
| Dorfstraße 23 (Karte)                                                      | Wohnhaus    |              | 094 36476          | Baudenkmal     | Wohnhaus       |

## Ehemalige Kulturdenkmale nach Ortsteilen
Die nachfolgenden Objekte waren ursprünglich ebenfalls denkmalgeschützt oder wurden in der Literatur als Kulturdenkmale geführt. Die Denkmale bestehen heute jedoch nicht mehr, ihre Unterschutzstellung wurde aufgehoben oder sie werden nicht mehr als Denkmale betrachtet.

### Behrendorf
| Lage                       | Bezeichnung | Beschreibung | Erfassungs- nummer | Ausweisungsart | Bild |
| -------------------------- | ----------- | --- | ------------------ | -------------- | ---- |
| Werbener Straße 25 (Karte) | Bauernhof   | Bauernhof weitgehend in Fachwerkbauweise aus der Mitte des 19. Jahrhunderts, nach Brand und Sturmschaden ist die Denkmaleigenschaften verloren gegangen. Im Jahr 2017 wurde das Objekt aus dem Denkmalverzeichnis ausgetragen. | 094 36557          | Baudenkmal     | BW   |

### Hansestadt Werben (Elbe)
| Lage              | Bezeichnung | Beschreibung | Erfassungs- nummer | Ausweisungsart | Bild |
| ----------------- | ----------- | --- | ------------------ | -------------- | ---- |
| Am Wehl           | Scheune     | Scheune, nach einem genehmigten Abbruch der Scheune wurde sie im Jahr 2018 aus dem Denkmalverzeichnis ausgetragen. | 094 97573          | Baudenkmal     |      |
| Kolonie Neuwerben | Wohnhaus    | Deichwärterhaus | 094 97588          | Baudenkmal     |      |

## Legende
In den Spalten befinden sich folgende Informationen:
- Lage: Nennt den Straßennamen und wenn vorhanden die Hausnummer des Kulturdenkmals. Die Grundsortierung der Liste erfolgt nach dieser Adresse. Der Link „Karte“ führt zu verschiedenen Kartendarstellungen und nennt die geographischen Koordinaten.
Link zu einem Kartenansichtstool, um Koordinaten zu setzen. In der Kartenansicht sind Baudenkmale ohne Koordinaten mit einem roten bzw. orangen Marker dargestellt und können in der Karte gesetzt werden. Baudenkmale ohne Bild sind mit einem blauen bzw. roten Marker gekennzeichnet, Baudenkmale mit Bild mit einem grünen bzw. orangen Marker.
- Offizielle Bezeichnung: Nennt den Namen, die Bezeichnung oder zumindest die Art des Kulturdenkmals und verlinkt, soweit vorhanden, auf den Artikel zum Objekt.
- Beschreibung: Nennt bauliche und geschichtliche Einzelheiten des Kulturdenkmals, vorzugsweise die Denkmaleigenschaften.
- Erfassungsnummer: Für jedes Kulturdenkmal wird in Sachsen-Anhalt eine 20stellige Erfassungsnummer vergeben. Die letzten zwölf Ziffern werden für die Untergliederung nach Teilobjekten genutzt und werden nur angegeben, soweit vergeben. In dieser Spalte kann sich folgendes Icon  befinden, dies führt zu Angaben zu diesem Baudenkmal bei Wikidata.
- Ausweisungsart: Die Einordnung des Denkmales nach § 2 Abs. 2 DenkmSchG LSA
- Bild: Ein Bild des Denkmales, und gegebenenfalls einen Link zu weiteren Fotos des Kulturdenkmals im Medienarchiv Wikimedia Commons. Wenn man auf das Kamerasymbol klickt, können Fotos zu Kulturdenkmalen aus dieser Liste hochgeladen werden: